# الان بکش-بعدا تاوان بده
الان بکش-بعداً تاوان بده یک رمان کوتاه رازآلود از رکس استوت است که ابتدا در سه جلد از مجلات ستردی ایونینگ پست منتشر شد. برای اولین بار این داستان در قالب کتاب در مجموعه داستان‌های کوتاه سه‌گانه برای ادوات کند در سال ۱۹۶۴ منتشر شد.

## خلاصه
کفاش یونانی و پیر ولف متهم به قتل می‌شود. از آنجایی که او ظاهراً مشتاقانه به بحث‌های ولف دربارهٔ فرهنگ یونان باستان گوش می‌دهد، ولف حس می‌کند به او مدیون است.